# Avignonet-Lauragais
Avignonet-Lauragais – miejscowość i gmina we Francji, w regionie Oksytania, w departamencie Górna Garonna. Przez miejscowość przepływa rzeka Fresquel. 
Według danych na rok 1990 gminę zamieszkiwały 954 osoby, a gęstość zaludnienia wynosiła 23 osób/km² (wśród 3020 gmin regionu Midi-Pireneje Avignonet-Lauragais plasuje się na 353. miejscu pod względem liczby ludności, natomiast pod względem powierzchni na miejscu 150.).